# Masacre de Rincón Bomba
La masacre de Rincón Bomba, también conocida como la masacre de Pilagá, la masacre de La Bomba, el genocidio pilagá, o simplemente Rincón Bomba, fue un genocidio y crimen de lesa humanidad cometido por el estado Argentino contra pueblos originarios de Argentina en 1947. El mismo fue producto de un asesinato en masa y represión llevada adelante por efectivos de la Gendarmería Nacional, con la asistencia de un avión de la Fuerza Aérea y efectivos de la Policía de Territorios Nacionales y contra personas del pueblo pilagá, en el paraje La Bomba, cerca de la población de Las Lomitas en el entonces Territorio Nacional de Formosa (actual provincia de Formosa), entre los días 10 y el 30 de octubre de 1947, durante la primera presidencia de Juan Domingo Perón. Entre los crímenes perpetrados se incluyeron fusilamientos, desapariciones, torturas, violaciones, secuestro y reducción a trabajos forzados de cientos de personas, muriendo aproximadamente entre 750 y 1000 víctimas.
En 2019 fue en primera instancia judicial calificada como un genocidio a dicho crimen de lesa humanidad.La masacre quedó impune y fue silenciada durante décadas, por el Estado y la cultura hegemónica en Argentina, permaneciendo en la memoria oral colectiva del pueblo pilagá. Medio siglo después, en 2005, la Federación del Pueblo Pilagá demandó al Estado argentino, obteniendo entre 2019 y 2020 el reconocimiento judicial del hecho como crimen de lesa humanidad, así como la obligación del Estado de conmemorar el crimen y resarcir moral y materialmente al pueblo pilagá.
Fue el primer ataque aéreo contra objetivos terrestres efectuado por la Fuerza Aérea. Tal acción ha sido calificada como el bautismo de fuego de esta, aunque oficialmente no es reconocida de ese modo.

## Antecedentes
El pueblo pilagá es uno de los pueblos originarios del actual territorio de la Argentina. Habitan históricamente en la zona sur y central de la llanura del Gran Chaco. Los pueblos indígenas chaqueños lograron resistir la conquista española y permanecieron libres hasta la segunda mitad del siglo XIX, cuando los españoles ya habían sido expulsados de la mayor parte de América.
Hacia fines de la década de 1860 el Estado argentino inició una serie de guerras de conquista contra varios pueblos originarios en los territorios indígenas de la Patagonia y el Gran Chaco, denominándolas con el nombre genérico de «la Conquista del Desierto». En 1917 el presidente Hipólito Yrigoyen, de la Unión Cívica Radical (UCR), dio por concluida la Conquista del Chaco, aunque las operaciones bélicas y de «limpieza» continuaron varias décadas más. Los pueblos originarios derrotados en el Gran Chaco fueron incorporados a los territorios nacionales de Chaco y Formosa, cuyas poblaciones carecían de derecho a elegir sus autoridades locales y nacionales. Algunos autores han considerado al proceso histórico de sometimiento de los pueblos indígenas un acto de despojo y un genocidio.
Entre los actos de barbarie cometidos por el Estado argentino se destaca la Masacre de Napalpí de 1924, en la que tropas policiales bajo el mando del gobernador Fernando Centeno, supervisado por el presidente Marcelo Torcuato de Alvear, de la Unión Cívica Radical (UCR), asesinaron a un grupo estimado de entre 500 y 1000 personas, pertenecientes a los pueblos Qom y Mocoví-Mocoi.
La reforma constitucional de 1994 reconoció la preexistencia a la Nación de los pueblos originarios, así como sus derechos a las tierras ancestrales y a su cultura, pero hasta el presente varias provincias aún no les han devuelto sus territorios, que en muchos casos se encuentran en manos de grandes latifundistas o empresas privadas.
Una tercera masacre de características similares se produjo en Oberá, provincia de Misiones, el 15 de marzo de 1936, contra inmigrantes rusos, ucranianos y polacos, acusados de «apátridas». En es momento la policía atribuyó la matanza a «elementos comunistas», mientras el hecho fue ocultado y olvidado. Setenta años después, ya en el siglo XXI, varias investigaciones revelaron que la masacre había sido cometida por la policía.

## Los hechos

### El Tabacal: despidos colectivos y migración masiva

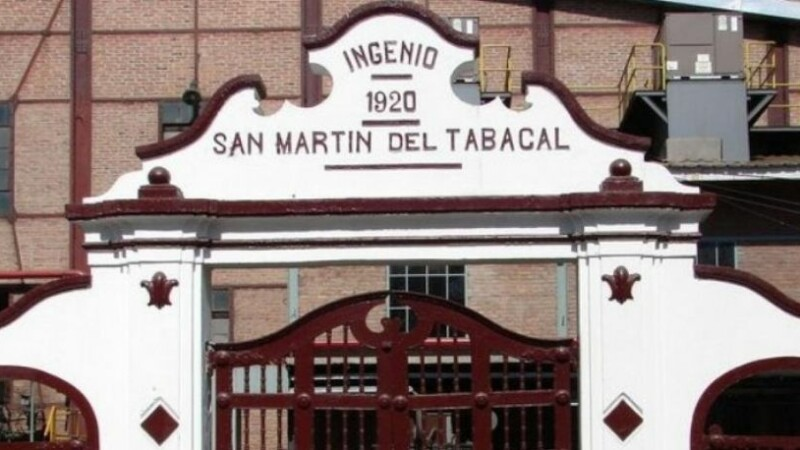
En mayo de 1947 el Ingenio Tabacal, propiedad del político y empresario Robustiano Patrón Costas, estafó y despidió a cientos de trabajadores indígenas que debieron buscar un sitio donde recuperarse.

A finales de abril de 1947, cientos de familias pertenecientes a los pueblos indígenas qom, pilagá, mocoví, chorote y wichí, que habitaban en el Territorio Nacional de Formosa, fueron contratados por el Ingenio El Tabacal, propiedad de Robustiano Patrón Costas, ubicado en la provincia de Salta, para trabajar en la cosecha de la caña de azúcar, que se iniciaría en mayo. Para ello hombres, mujeres, niños y ancianos debieron trasladarse caminando cientos de kilómetros. Al llegar el momento de la primera paga, la empresa incumplió las condiciones de contratación y en lugar de pagar el jornal comprometido de 6 pesos, pagaron solo 2,50 pesos. El incumplimiento patronal generó una protesta por parte de los afectados, frente a la cual la empresa respondió despidiendo a todos los trabajadores contratados.
La decisión del Ingenio El Tabacal produjo un impacto dramático en las familias de los trabajadores indígenas despedidos, que sin alimentos suficientes debieron emprender una migración masiva a pie, en busca de comida y un lugar donde asentarse. La multitud desesperada se dirigió en busca de ayuda humanitaria a Las Lomitas, un pequeño poblado formoseño, ubicado a 450 kilómetros de El Tabacal, donde estaba asentado el Escuadrón 18 de Gendarmería Nacional, llegando a mediados de mayo.
Por entonces Formosa estaba gobernada por Rolando de Hertelendy, un latifundista local nombrado en el cargo por el presidente Perón en 1946, resistido por la población y la prensa peronista del territorio nacional, quienes lo acusaban de «oligarca».

### Llegada a Las Lomitas

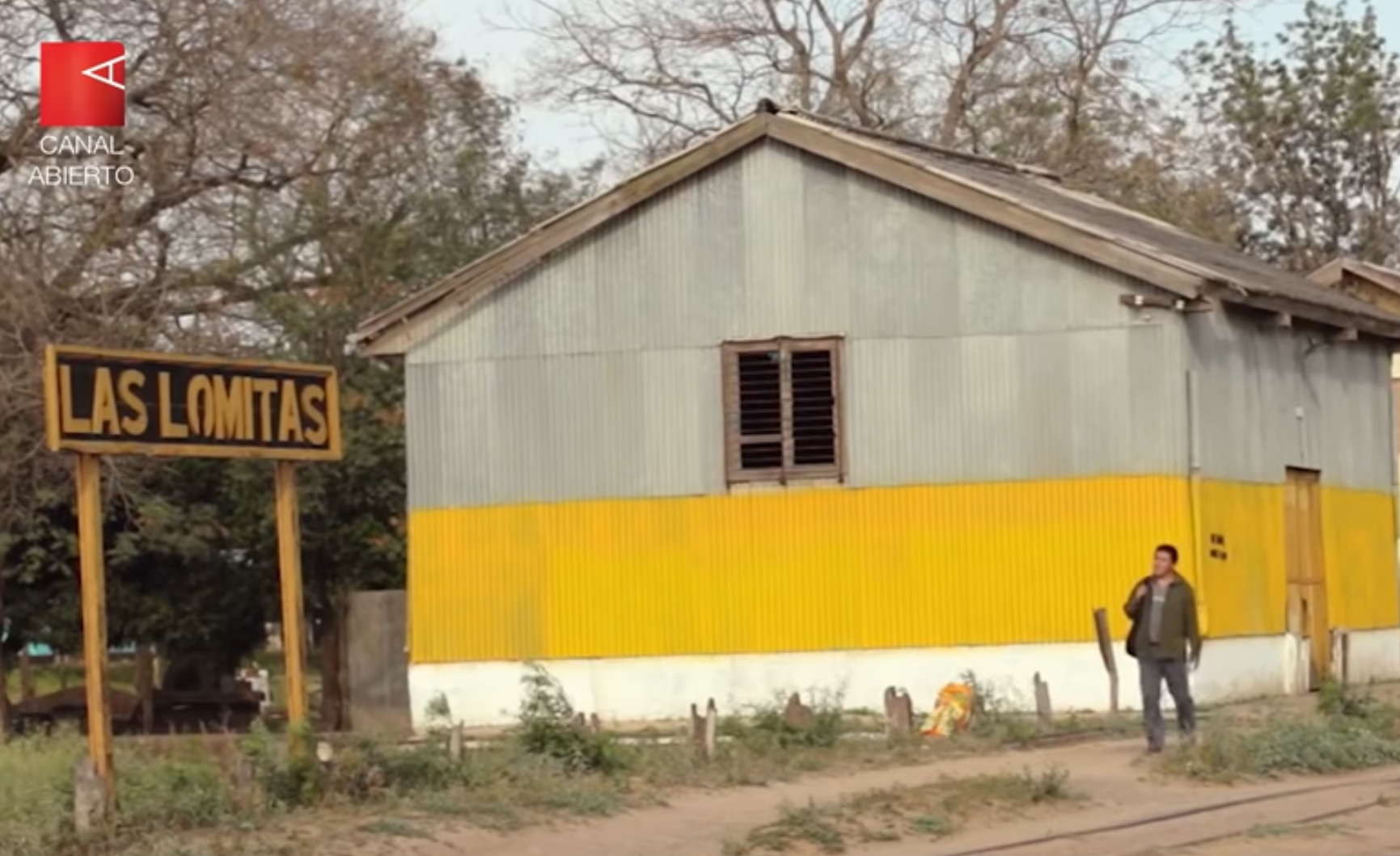
Estación de tren de Las Lomitas, 2018

Hacia mediados de mayo llegó a Las Lomitas una multitud en estado famélico, que se instaló en un paraje cercano conocido como Rincón Bomba, o La Bomba, atravesado por un cañadón seco o madrejón. El grupo era liderado por el sanador Tonkiet (rebautizado Luciano Córdoba), y los caciques Oñedie (rebautizado Paulo «Pablito» Navarro) y Nola Lagadick. Por entonces Las Lomitas era una localidad habitada por 1974 personas, la mayoría de ellos gendarmes y sus familias (censo de 1947).
Enterados de los actos sanadores del predicador Tonkiet (Luciano), nuevos grupos indígenas se instalaron en el lugar. Algunas fuentes mencionan 1000 personas y otras estiman entre 7000 y 8000 personas; el juez de la causa la estima en «varios millares».
Inicialmente, la población y el Escuadrón de Gendarmería, comandado por Emilio Fernández Castellanos, se mostraron solidarios con los indígenas, pero con el paso del tiempo la relación entre los «blancos» y los «indios» comenzó a deteriorarse.

Todas las tardes la gente cantaba, bailaba, y tocaba los tambores hasta la madrugada y la música que emana de La Bomba podía oírse desde muy lejos. La vida de Las Lomitas se trastocó con el alboroto de familias desconocidas que se movían por el pueblo, con los niños cazando ranas en el madrejón y las jaurías escuálidas circulando en busca de comida.
(ver Mapelman 2015.99)

La situación de los indígenas se hizo desesperante, con muchas personas indigestadas y tres muertes, entre ellas la madre del cacique Pablito. En septiembre, el gobernador del territorio, Rolando de Hertelendy, puso la situación en conocimiento del ministro del Interior, el sindicalista Ángel Borlenghi, quien a su vez se comunicó con el presidente Juan Domingo Perón, que dispuso enviar de inmediato tres vagones de ferrocarril con alimentos, ropas y medicinas. La carga llegó a la ciudad de Formosa en la segunda quincena de septiembre, bajo la responsabilidad del delegado local de la Dirección Nacional del Aborigen, Miguel Ortiz.
Pero casi dos semanas después, Ortiz aún no había enviado las vituallas a Las Lomitas. Cuando el gobernador De Hertelendy tomó conocimiento de la situación, encomendó personalmente al jefe de Policía para conminar al delegado Ortiz a enviar de inmediato la carga hacia Las Lomitas. Pero para entonces dos tercios de la carga se había perdido por vencimiento y deterioro. Finalmente, a Las Lomitas llegó completo solo uno de los tres vagones enviados por el gobierno nacional, con la mayor parte de los alimentos en mal estado.

### La escalada

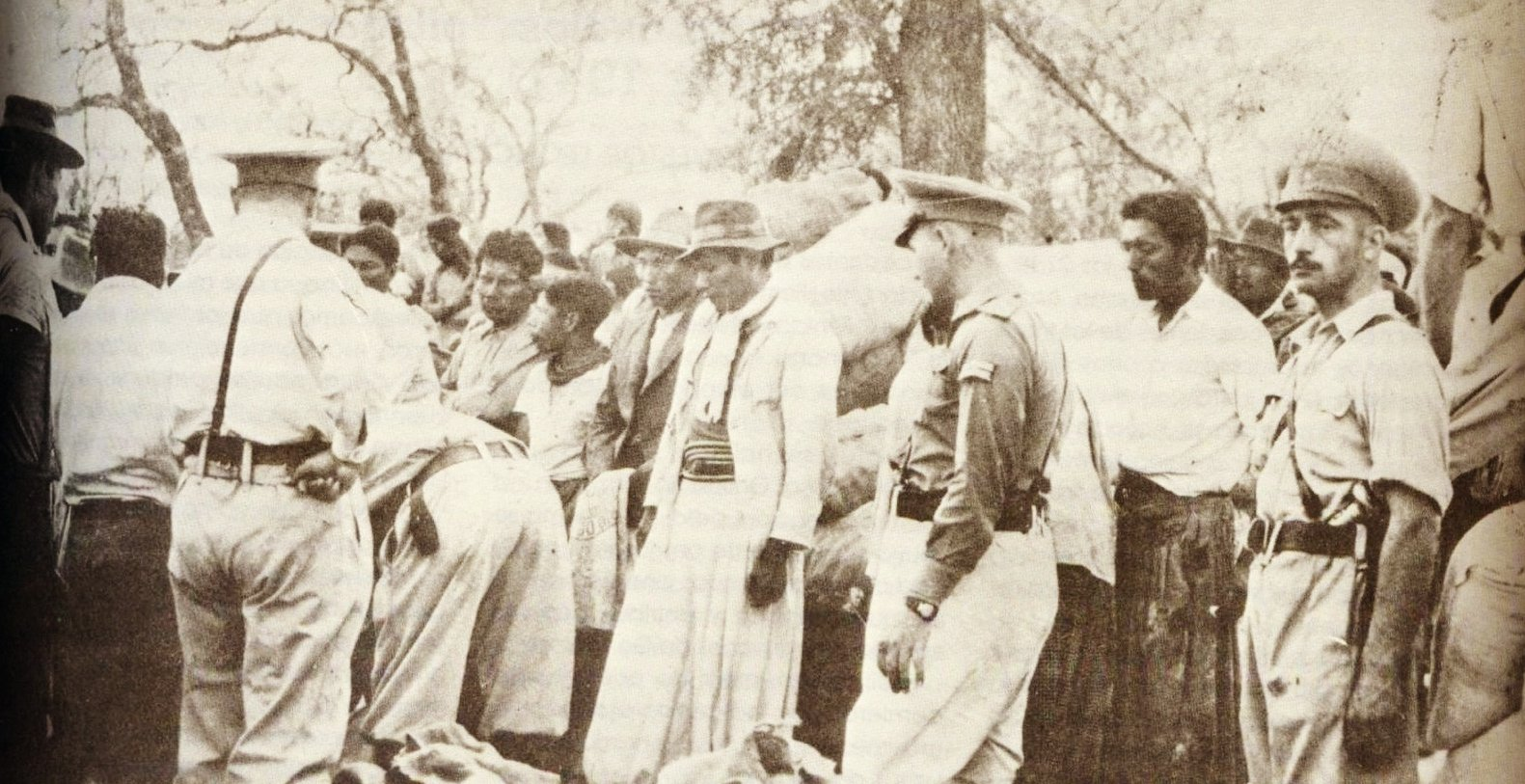
La Gendarmería Nacional se reúne con la comunidad pilagá, en el campamento de Rincón Bomba, poco antes de la masacre. En el centro, de bombachas blancas, se encuentra el cacique Pablito Navarro. A su derecha, el sanador y predicador Luciano Córdoba.

Los alimentos en mal estado causaron una intoxicación masiva del pueblo pilagá que causó la muerte de al menos 50 personas, mayoritariamente niños y ancianos, en los primeros días de octubre. La cantidad de muertos hizo que la comunidad pilagá creyera que la carne estaba envenenada o tenía «algún mal». Creció entre los pilagás la importancia del sanador y predicador religioso Tonkiet, o Luciano, con cantos y danzas que se extendieron durante varios días. Las muertes y los rituales sanadores acentuaron el rechazo de la población «blanca» hacia los indígenas, al punto de oponerse a que los cadáveres fueran enterrados en el cementerio local.

No había escuelas y las criaturas andaban por el pueblo pidiendo comida. En el pueblo se cansaron de ellos… La gente del pueblo ya estaba cansada del ruido y se preguntaba: ¿Por qué se juntaron tanto si no hay nada que les pueda interesar? Y mi gente cantaba toda la tarde hasta las doce de la noche… no sé hasta qué hora. Entonces los del pueblo buscaron que hacer con mi gente.
Testimonio del sobreviviente Salqoe, en Mapelman 2015:102

Rápidamente la situación se deterioró y la prensa local comenzó a inculcar la idea de que los indígenas preparaban un «malón», poniendo en peligro a la población de Las Lomitas, que comenzó a reclamar una «solución al problema».
Aterrorizada ante las noticias que hablaban de un inminente ataque indígena, los vecinos de Las Lomitas se reunieron en la sede de la Comisión de Fomento y reclamaron la intervención del Escuadrón de Gendarmería Nacional. Presionados por los vecinos, el comandante Emilio Fernández Castellanos dio la orden de establecer un «cordón de seguridad» de unos cien gendarmes alrededor del campamento pilagá, para impedir el contacto con la población «blanca», colocando cuatro nidos de ametralladoras en sitios estratégicos. Adicionalmente la Gendarmería allanó las chozas indígenas y confiscó las armas que tenían en su poder (escopetas obsoletas, cuchillos y machetes).
Una publicación oficial de Gendarmería Nacional de 1991, recoge los testimonios de cuatro gendarmes que actuaron en Rincón Bomba. Aun con la atenuación del tiempo, la evolución moral y la corrección política, los testimonios dan cuenta de un intenso racismo imperante en los gendarmes. Uno de ellos dice textualmente:

Estos indios eran casi como salvajes, animales. Y ni siquiera a los animales se los debe maltratar.

### La masacre

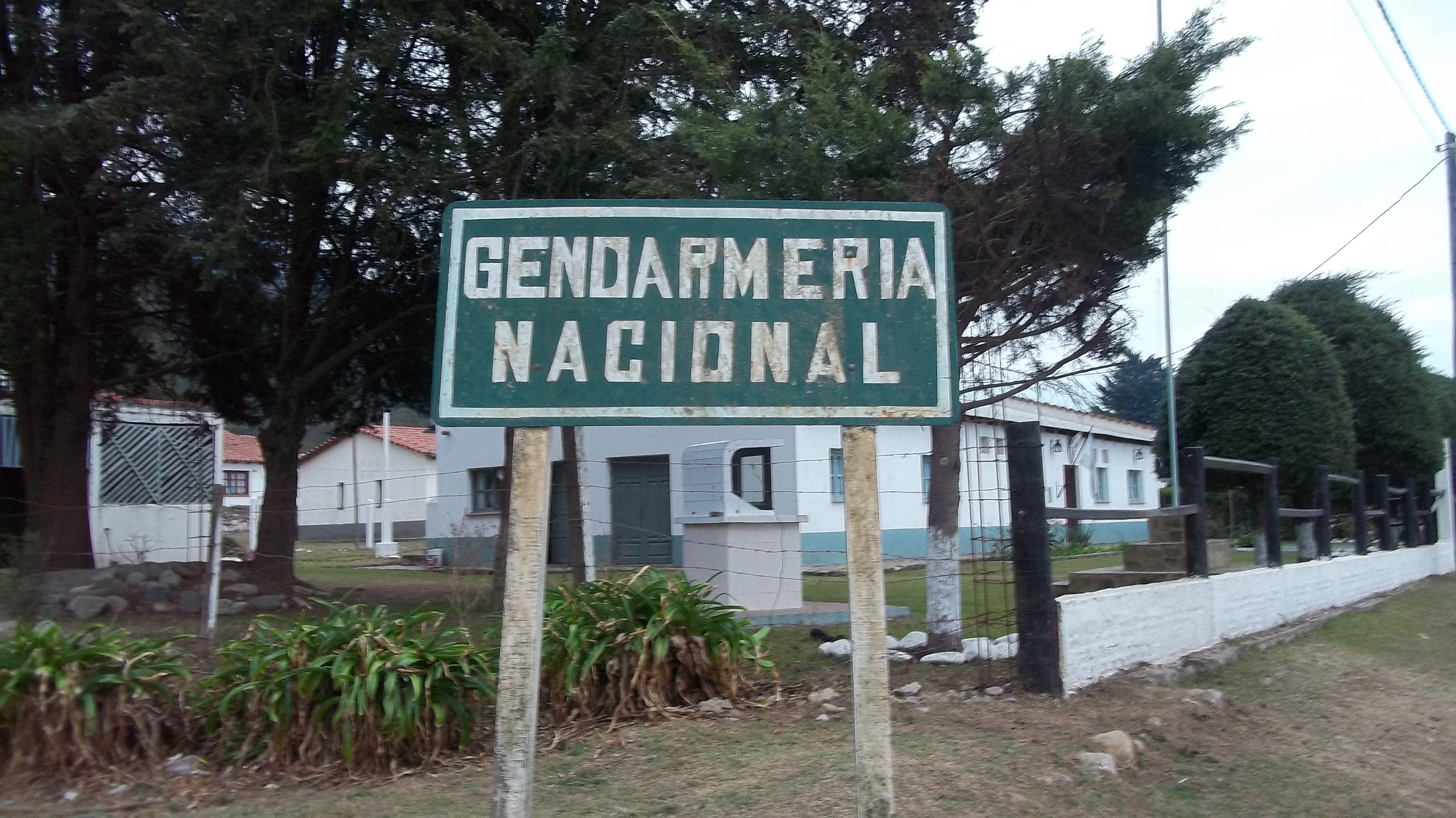
El Escuadrón 18 de Gendarmería Nacional, ubicado en Las Lomitas, condujo la masacre de Rincón Bomba.

A la mañana del 10 de octubre los gendarmes ya sabían que ese día atacarían a la comunidad pilagá. Los niños Setkokie´n (Melitón Domínguez) y Maliodi` (Lidia Quiroga), que trabajaban en la cocina del Escuadrón, fueron advertidos por los gendarmes para quienes trabajaban:

[El cabo] Londero me dijo que fuera a ver a mi mamá y a mi papá para avisarle que ya estaban preparando las armas. -¡Vaya y avíseles que preparen sus cosas porque van a dispararles! Tienen que decirles que se vayan para que no los maten y ustedes tienen que volver acá porque yo los voy a esconder.
Testimonio de Setkokie´n (Melitón Domínguez) en Mapelman 2015:139

A la tarde del 10 de octubre el cacique Pablito pidió hablar con el comandante Fernández Castellanos. El gendarme Teófilo Ramón Cruz arregló entonces una reunión en campo abierto, dentro del cerco. La cantidad de gendarmes presentes se ha estimado entre 200 y 400. Cerca de las 18 horas, el cacique Pablito se adelantó seguido de una gran cantidad de hombres, mujeres y niños que llevaban grandes retratos del presidente Perón y Eva Perón.
El gendarme Teófilo Cruz relató así ese momento: 

En tales instantes se escucharon descargas cerradas de disparos de fusil ametralladora, carabinas y pistolas, origen de un intenso tiroteo del que el Cte. Fernández Castellanos ordenó un alto de fuego, pensando procedía de sus dos ametralladoras, lo que no fue así: el segundo comandante José M. Aliaga Pueyrredón, sin que nadie lo supiera, hizo desplegar varias ametralladoras en diferentes lugares del otro lado del madrejón, o sea unos 200 metros de nuestra posición y en medio del monte...
Gendarme Teófilo Ramón Cruz

El por entonces niño Ni`daciye relató así ese momento: 

Como a las 6 o 7 de la tarde vinieron los milicos hasta donde estábamos y comenzaron a disparar ¡pobre gente! Cuando empezaron los tiros caían niños, caían mujeres,… caían ancianos. A una mujer la balearon acá, a un hombre acá en la rodilla, todos gritaban, las mujeres, los niños… Pasó el primer tiroteo, el segundo, y en el tercero sentí miedo. Todos los que estaban ahí quedaron baleados… de ahí yo podía ver como morían los chicos, y a una mujer que cargaba su yica vi como la balearon en la nuca.… vi morir mucha gente ahí pero yo estaba tranquilo, no lloraba.
Ni`daciye en Mapelman 2015:146

Entre las personas asesinadas en ese momento se han conservado los nombres de la «abuela Guamaena», muerta de un balazo en el pecho, la «abuela Neeto» y la «abuela Pochaae», muertas de un tiro mientras huían, además de Sehent, Qetee (Susana), Lichee, Meto y Quemana.
De acuerdo a los testimonios de los sobrevivientes, la matanza y la persecución de las familias por el monte se extendieron durante semanas. Un número indeterminado de adultos, ancianos y niños, superior a 750 personas, murieron debido a las heridas, a la sed, el hambre y en otros fusilamientos. Durante la segunda mitad del mes de octubre se multiplicaron las capturas, se utilizó la violación como arma y se asesinó no solo a adultos sino también a niños.

En los días siguientes, los Pilagá fueron rodeados y fusilados en Campo del Cielo, en Pozo del Tigre y en otros lugares. Luego, los gendarmes apilaron y quemaron sus cadáveres. Según los abogados Díaz y García, fueron asesinados entre 400 a 500 pilagá. A esto hay que sumarle los heridos, los más de 200 desaparecidos, los niños no encontrados y los 50 intoxicados. En total, en aquellos tristes días murieron más de 750 pilagá.

El sobreviviente Naeron (Pedro) testimonió en la causa penal que sus tíos Cadona, Ensolé, Saana y Tengoot fueron capturados en San Luis y llevados a Las Lomitas, donde fueron fusilados y luego quemados por los gendarmes en un lugar que fue llamado Pozo Pilagá. La por entonces niña Ketae relató que el grupo con el que huyó fue alcanzado cerca de Pozo del Tigre, siendo capturada junto a tres ancianos que fueron atados y quemados vivos.
Un vecino «blanco» de Las Lomitas, que era niño en ese entonces, declaró en el documental de Mapelman que vio como los gendarmes descubrieron a dos parejas pilagá que habían sido escondidos por una vecina «blanca» de Pozo del Tigre llamada Elena Veichoabe. Los detenidos fueron fusilados ahí mismo y quemados cuando aún se encontraban vivos. El testigo Piakqolek vio como fusilaban al hijo del cacique Kazimen, a una niña de 14 años y a Kalegaai.
Mapelman registró también el testimonio de Seecho`le (Norma Navarrete), quien presenció como el segundo comandante José M. Aliaga Pueyrredón le «perdonaba» la vida al grupo con el que estaba escondida, a cambio de violar a una niña de 14 años llamada Noenolé.

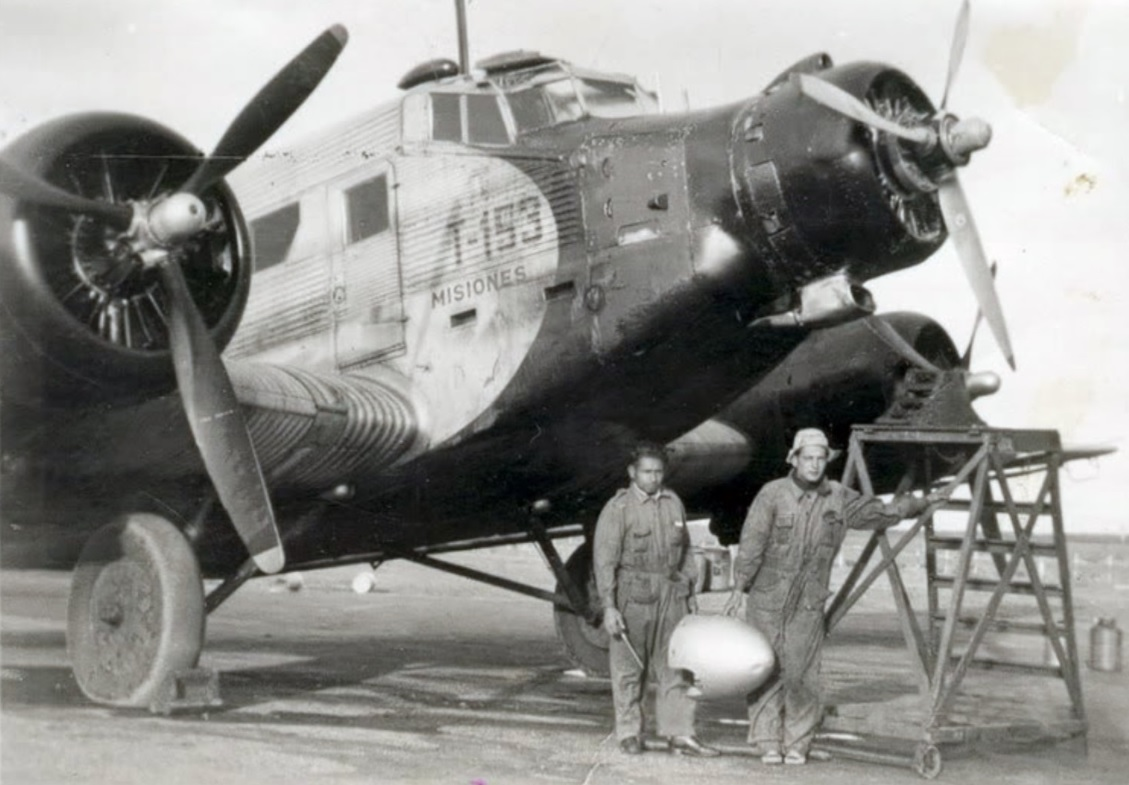
El avión de la Fuerza Aérea utilizado para la masacre, que ametralló desde el aire a los pilagá durante una semana.

El día 15 de octubre se sumó a la represión un avión Junkers Ju 52 de la Fuerza Aérea (patente T-153, véase la fotografía de la derecha), equipado con una ametralladora, que permaneció en la zona de la masacre hasta el 23 de octubre, día en que a las 12.43 horas regresó a su base en El Palomar (Buenos Aires). Antes de dirigirse a Las Lomitas, el avión aterrizó en Resistencia, donde se le instaló una ametralladora Colt de calibre 7,65 mm, con cadencia de 600 disparos por minuto, y se unió a la tripulación el comandante de Gendarmería de la Zona Norte, Julio Cruz Villafañe.
El hallazgo de los restos de las víctimas durante la investigación judicial abierta en 2005 identificó al menos cuatro lugares que marcan un «sendero de la muerte» que se extiende por más de 40 km, desde la fosa común de Rincón Bomba (encima de la cual Gendarmería instaló su polígono de tiro), pasando por el Paraje La Felicidad (Pozo del Tigre) y el kilómetro 30 (Pozo del Tigre), hasta Colonia Muñiz (7 km al este de Las Lomitas, próxima a la Ruta Nacional 81).
Las familias capturadas con vida fueron llevados a su destino final en las colonias aborígenes de Francisco Muñiz y Bartolomé de las Casas, adonde se las "redujo" a trabajar como peones bajo la administración de la Dirección de Protección al Aborigen y la vigilancia de la Gendarmería, bajo un régimen de virtual esclavitud.
El director general de Gendarmería, Natalio Faverio, informó oficialmente el 16 de octubre que el alférez Leandro Santos Costa (uno de los dos imputados en la causa iniciada en 2005) había sido «atacado por indígenas» resultando herido de bala, y que quince indígenas resultaron muertos en el enfrentamiento, sin indicar cuales eran sus nombres ni dónde fueron enterrados. El director de Gendarmería tampoco informa haber realizado la denuncia del supuesto «alzamiento», ni haber intentado individualizar a los autores del supuesto crimen.

### El ocultamiento
El 11 de octubre, un día después del primer fusilamiento, un documento confidencial y secreto del Ministerio del Interior, firmado por Natalio Faverio, director general de Gendarmería Nacional, dirigido al ministro Ángel Borlenghi, informó que se había producido un levantamiento indígena y que se habían movilizado tropas por parte del Ministerio de Guerra a cargo de José Humberto Sosa Molina. El 16 de octubre otro documento confidencial y secreto, firmado nuevamente por Faverio, da detalles sobre el avión enviado para colaborar en la represión.
La prensa argentina de alcance nacional (La Nación, La Prensa, La Razón, Crítica, Noticias Gráficas) colaboró en el ocultamiento, tanto durante el gobierno peronista como después de que el presidente Perón fuera derrocado en 1955. Todos repitieron que se trató de un «levantamiento» o «alzamiento» indígena, y hablaron de «malón indio». Noticias Gráficas llegó a informar que los pilagá «habrían hecho uso de armas de fuego» y «habrían dado muerte a una mujer», mientras que La Nación agregó que esa mujer era «cristiana». Solo el diario El Intransigente de Salta publicó la existencia de rumores y testimonios de pobladores que indicaban que Gendarmería Nacional estaba encubriendo una masacre.
Desde entonces ningún juez, gobierno, periódico, investigador o partido político volvería a mencionar el crimen. La matanza y sus detalles permanecieron solo en la memoria del pueblo pilagá hasta la primera década del siglo XXI.

## Causas judiciales

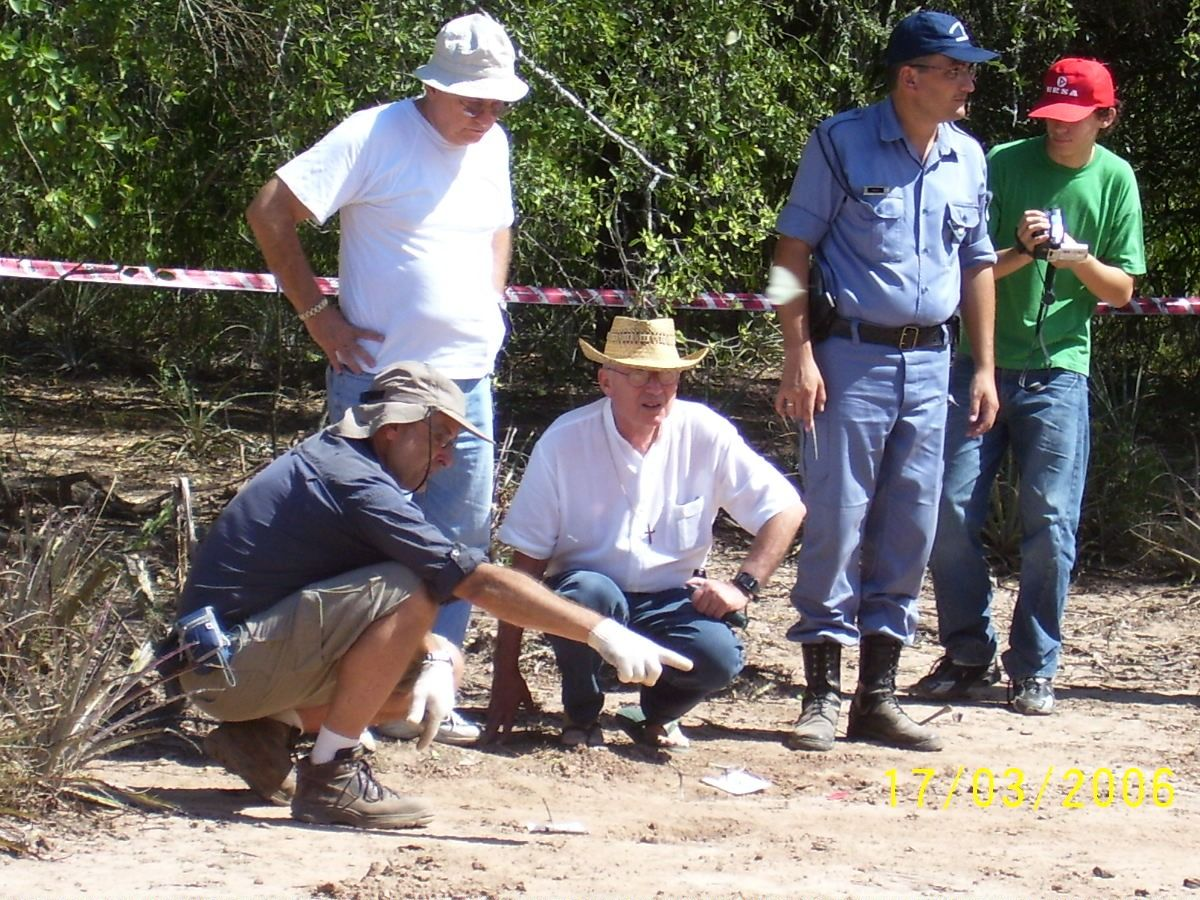
Forenses encuentran fosas comunes en Rincón Bomba, marzo de 2006.

En junio de 2005, la Federación Pilagá inició dos causas judiciales: una demanda penal contra los eventuales autores sobrevivientes y una demanda civil contra el Estado argentino por delitos de lesa humanidad, genocidio y reparaciones morales y económicas. La causa penal fue archivada debido a la muerte de los imputados. La causa civil fue ganada por la Federación Pilagá, en primera instancia (2019) y segunda instancia (2020). En 2020 la Federación Pilagá apeló a la Corte Suprema por los puntos que no fueron concedidos: la devolución de tierras en Oñadié y Pencolé que fueron ocupadas por la Gendarmería y el monto de las reparaciones patrimoniales, que consideraba ínfimos.

### Demanda
El 1 de abril de 2005, la Federación Pilagá inició una demanda civil contra el Estado nacional, reclamando al Estado argentino reconocer la verdad histórica sobre los hechos sucedidos en Rincón Bomba en 1947, implicando este reconocimiento los siguientes actos:

a) la verificación de los hechos y revelación completa y publicación de la verdad; b) el dictado de una sentencia declaratoria en favor de las víctimas; c) una disculpa, incluido el reconocimiento público de los hechos y la aceptación de la responsabilidad por parte del Gobierno de la Nación Argentina; d) la celebración de conmemoraciones y homenajes de las víctimas como la construcción de un monumento con los nombres de las víctimas a erigirse en la ciudad de Lomitas, Provincia de Formosa; e) la inclusión de datos exactos sobre las violaciones a los DDHH del hecho que se investiga en autos; f) la implementación de políticas del Estado para la prevención de hechos análogos.

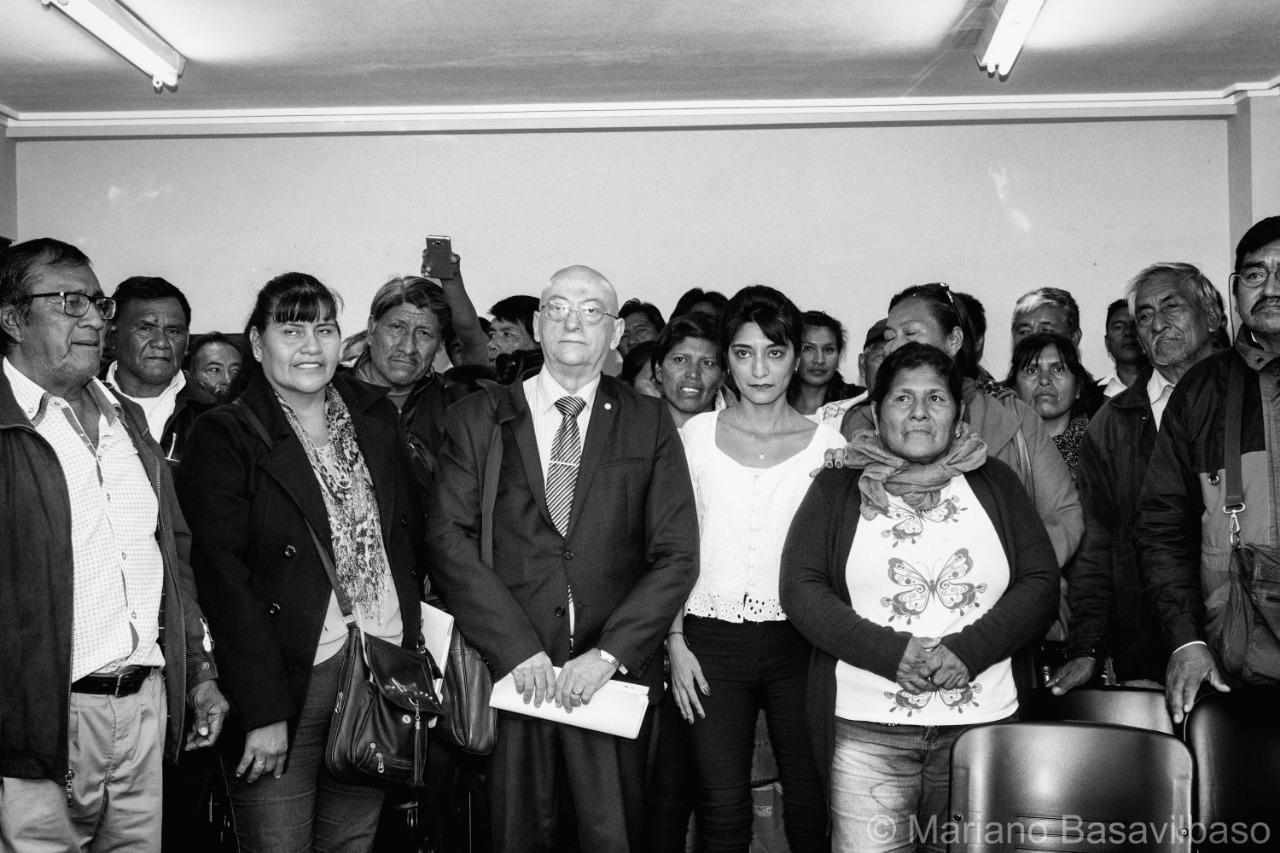
Dirigentes de la Federación Pilagá en la audiencia para los alegatos.

La demanda fue presentada en diciembre de 2005 por los abogados Carlos Alberto Díaz y Julio C. García, en el Juzgado Federal de Formosa, a cargo del juez Mario Bruno Quinteros.
Esta demanda de características inéditas en el derecho argentino fue fundada en el principio de la imprescriptibilidad de los crímenes de lesa humanidad, calidad que los reclamantes atribuyen al hecho. Recibida la demanda el juez encomendó a un equipo forense la búsqueda de restos humanos en el lugar denunciado, hallando restos de 27 cadáveres compatibles con el hecho denunciado.

### Testimonios
En la causa penal declararon como testigos ocho sobrevivientes de la masacre, que eran niños entonces: Cristina Duarte que tenía 9 años (fs. 241); Norma Navarrete, que tenía 15 años; Ambrocia González, que tenía 17 años; Rogelia Giménez, que tenía 7 años; Eduardo Alegría (Ayoche); Martin Pedro (Pilagá Naeron), que tenía 13 años; Ernesto Gómez (Kadeqakien), que tenía 14 años; y Pedro Palavecino, que tenía 10 o 12 años (fs. 258). Todos pertenecían a la comunidad pilagá.
En la causa civil se destacó el testimonio de la sobreviviente Clara Olmos, quien declaró en su idioma
original, con traductor (fs. 16). Adicionalmente, los peritos criminalísticos en el terreno recabaron los testimonios de otros sobrevivientes que fueron volcados en el informe pericial. También fueron tenidos en cuenta los testimonios registrados en la película y el libro Octubre Pilagá: memorias y archivos de la masacre de La Bomba, de la documentalista Valeria Mapelman.
Finalmente, el juez de la causa tuvo en cuenta los relatos orales mediante los cuales la comunidad pilagá preservó colectivamente la memoria de los hechos:

Los hechos de La Bomba fueron masivamente ignorados por la historia oficial y borrados de la cultura de la sociedad blanca, sin embargo los mismos se hallan grabados en la memoria colectiva del pueblo Pilagá.
Sentencia, fs. 19

### Hallazgo de fosas comunes
En 2006 los peritos de la causa hallaron los cadáveres de 27 personas pilagás cerca de Las Lomitas.

### Autores, sospechosos y partícipes
El Escuadrón 13 de Gendarmería Nacional de Las Lomitas estaba comandado por Emilio Fernández Castellanos, siendo el segundo comandante José M. Aliaga Pueyrredón. La propia Gendarmería Nacional en su revista y para exaltar su tarea histórica, publicó en 1991 el testimonio de cuatro gendarmes que actuaron en la matanza: Néstor Leoncio Perloff, Edmundo Zalazar, Francisco Bagardi e Isabelino Ezcurra.
En 2011 Leandro Santos Costas fue imputado penalmente por su presunta participación en la masacre como jefe de la Sección Ametralladoras Pesadas del Escuadrón de Las Lomitas. Costas había sido formalmente felicitado por Gendarmería Nacional por la «valerosa y meritoria intervención llevada a cabo contra el alzamiento de indígenas pilagá, en cuya emergencia no titubeó en afrontar la grave situación para su vida que el caso deparaba». Con posterioridad se convirtió en juez federal hasta 1999, año en que renunció a su cargo como integrante de la Cámara Federal de Resistencia. La causa fue caratulada «Costas Leandro Santos y otros s/ homicidio agravado con ensañamiento en reiteración de hecho, premeditado de dos o más personas y abusando de su función o cargo» (Exp. 946/11). Falleció a fines de 2011, sin que el proceso terminara.
En la misma causa estaba imputado Carlos Smachetti, piloto de la Fuerza Aérea, quien fue señalado como uno de los uniformados que estuvo a bordo del avión Ju-52 T-153 «Misiones» que actuó en la matanza. Luego de la muerte de Costas, la causa fue recaratulada con su nombre. Smachetti integraba como copiloto la tripulación del avión; el piloto era Abelardo Sergio Como y la tripulación la completaban dos mecánicos y un radio operador, con jerarquía de alférez, cabo y sargento, respectivamente. La defensa de Smachetti sostuvo que debía aplicarse el Código de Justicia Militar, vigente en 1947. En 2015 fue procesado por existir semiplena prueba de su culpabilidad. Murió el 6 de enero de 2017, a los 97 años, sin que la causa finalizara.

### Sentencia de primera instancia
En 2019, el Juzgado Federal N.º 1 de Formosa estableció que la matanza había sido un delito de lesa humanidad y que el Estado argentino debía resarcir el daño provocado.
La sentencia resaltó la responsabilidad del Estado nacional, tanto al momento de la masacre como en la pasividad posterior, incluyendo los años posteriores a la revelación pública del crimen y la denuncia formalmente presentada de la Federación Pilagá.

Las víctimas se han encontrado solas frente a un Estado que se ha mostrado impávido frente al reclamo de justicia de los pueblos originarios, que no solo debieron esperar décadas para que los hechos pudieran ser investigados y exhibidos, sino que aun ahora siguen siendo
ignorados en su reclamo de ser visualizados y reconocidos (fs. 14).

La sentencia condenó al Estado nacional a las siguientes reparaciones:
- No patrimoniales

1. Publicar la sentencia en el sitio web del Ministerio de Justicia y del Instituto Nacional de Asuntos Indígenas durante tres años, como mínimo;
2. Publicar la sentencia en el Boletín Oficial;
3. Ordenar al Ministerio de Educación incluir el 10 de octubre como recordatorio de la masacre, debiendo coordinar con la Federación Pilagá el contenido de la conmemoración;
4. Levantar un monumento en el lugar de la masacre, con las características que disponga la Federación Pilagá y la municipalidad;
5. Establecer becas denominadas «Becas estudiantiles reparatorias de la Masacre de La Bomba». Doce becas para estudios universitarios y treinta becas para jóvenes escolarizados, a ser distribuidas por la Federación Pilagá;

- Patrimoniales

1. Setenta y dos salarios mínimos vital y móvil por año (aproximadamente 18.000 dólares), durante diez años, para fortalecer la Federación Pilagá.
2. Seiscientos salarios mínimos vital y móvil por año (aproximadamente 150.000 dólares), durante diez años, en inversiones públicas en beneficio de los integrantes de la etnia Pilagá.

La Federación Pilagá apeló la sentencia, disconforme con la falta de calificación de la matanza como un acto de genocidio, y el monto de los rubros patrimoniales por considerarlos reducidos.

### Sentencia de segunda instancia
La sentencia de segunda instancia, dictada en 2020, aceptó el agravio sobre la calificación de la matanza y lo calificó como un acto de genocidio. Rechazó los agravios sobre el monto de los rubros patrimoniales, razón por la cual la Federación Pilagá apeló a la Corte Suprema.

## Literatura
Octubre Pilagá, memorias y archivos de la masacre de La Bomba, de Valeria Mapelman, es una investigación histórica que recoge los testimonios de las víctimas y agrega antecedentes históricos, documentos secretos y reservados del Ministerio de Guerra del primer peronismo, aporta pruebas sobre el accionar de la Fuerza Aérea en la represión, y sobre la captura y reclusión de los sobrevivientes en las colonias aborígenes dependientes de la Dirección de Protección al Aborigen. La autora comenzó el trabajo de investigación y registro para su película Octubre pilagá, relatos sobre el silencio en el año 2005 y lo culminó en este libro que reconstruye la trama de la masacre insertándola en la continuidad de un genocidio indígena todavía no debatido.
Historia de la crueldad argentina, Julio A. Roca y el genocidio de los pueblos originarios fue publicado en Buenos Aires, por la editorial El Tugurio, en 2010, escrito por Marcelo Musante y Valeria Mapelman, con Osvaldo Bayer como coordinador. En el capítulo V: «Campañas militares, reducciones y masacres, las prácticas estatales sobre los pueblos originarios del Gran Chaco», los autores analizan la masacre de Napalpí (de 1924) y la de La Bomba (ocurrida en 1947).
En la novela Rincón Bomba: lectura de una matanza (2009), el escritor formoseño Orlando Van Bredam (n. 1952) narra, a manera de lectura colectiva, la confesión ficticia de uno de los militares que actuó en la matanza de 1947, recogida por una estudiante universitaria, y a partir de la cual se genera una situación compleja en la que tienden a entrecruzarse lo místico y ritual ―a través de las expresiones y leyendas aborígenes― con el devenir doméstico de cualquier ciudadano, y una trama de conspiración, representada por un tipificado descendiente del asesino. Si bien la novela no hace sino tomar como punto de referencia la masacre, el devenir discursivo construye una lectura del acontecimiento (propone un «nosotros» narrativo, que bordea lo mayestático) para los lectores potenciales, reflexionando sobre el acto mismo de leer y apuntando a la indagación sobre el hecho. Acorde al estilo de los últimos trabajos del autor, se puntualiza la narración como una construcción reflexiva del discurso, y no solo de la historia.
En la breve novela Cicatrices del ayer, el autor y abogado formoseño Pedro S. Barrios busca a través de una fusión entre ficción y realidad hacer revivir todo el sufrimiento del pueblo Pilagá, su paso por las trágicas reducciones civiles estatales, la explotación laboral en los ingenios azucareros, la lucha por conservar sus raíces y el hecho mismo de la masacre a manos de Gendarmería Nacional, valiéndose de personajes bien construidos que permiten al lector conectarse rápidamente con la historia.

## Filmografía
Octubre pilagá, relatos sobre el silencio (80 min) y La historia en la memoria (18  min.) son dos documentales de la realizadora Valeria Mapelman estrenados en 2010. Ambos trabajos registran las memorias personales de las víctimas, sus hijos y testigos de la zona que dan cuenta de la masacre. Octubre pilagá fue premiado en el BAFICI 2010 en la sección de Derechos Humanos, y ganó el premio al mejor documental en el Festival Internacional Ícaro, de Guatemala.